# Flickingeria candoonensis
Flickingeria candoonensis là một loài thực vật có hoa trong họ Lan. Loài này được (Ames) Fessel & Lückel mô tả khoa học đầu tiên năm 1998.